# U 413
U 413 war ein deutsches Unterseeboot der Klasse (bzw. des Typs) VII C, das im Rahmen des U-Boot-Krieges von 1942 bis 1944 im Atlantik operierte. Es versenkte vier Handelsschiffe mit 31.509 BRT und ein Kriegsschiff mit 1100 t, wobei insgesamt 226 Menschen starben. Am 20. August 1944 wurde es südlich von Brighton versenkt, wobei 45 Mann starben und sich nur der leitende Ingenieur als einziger Überlebender aus 60 m Tiefe retten konnte. Er geriet in britische Kriegsgefangenschaft.

## Technische Daten
Die Danziger Werft AG lieferte im Laufe des Zweiten Weltkrieges insgesamt 42 U-Boote aus. U 413 war eines von zwölf VII-C-Booten, die im Jahr 1942 auf dieser Werft gebaut wurden. Wie die meisten deutschen U-Boote seiner Zeit trug auch U 413 ein bootsspezifisches Zeichen am Turm, das in einer Version aus Blech oder Stoff von der Besatzung an Uniformmützen oder Schiffchen getragen wurde. Es handelte sich um eine Rose – ein Symbol, das die Besatzung nach Inspiration durch einen Schlager erwählte.

## Kommandanten
3. Juni 1942 – 19. April 1944 Gustav Poel
Gustav Poel wurde am 2. August 1917 in Hamburg geboren. Er trat als Seekadett in die Kriegsmarine ein und wurde Mitglied von Crew 36, dem Ausbildungsjahrgang, der im September 1936 die Laufbahn zum Marineoffizier einschlug. Im Anschluss an die Bordausbildung auf dem Leichten Kreuzer Emden und der Absolvierung des Fähnrichslehrgangs an der Marineschule Mürwik wurde Gustav Poel 1937 zum Fähnrich zur See befördert. Die Beförderungen zum Oberfähnrich und schließlich zum Leutnant zur See folgten im Jahr 1938. Bis 1940 fuhr Poel als Wachoffizier auf U 27 und U 37. Als Oberleutnant zur See war Poel bis 1941 dem italienischen Führer der Unterseeboote, Konteradmiral Angelo Perona, in Bordeaux als Gehilfe des deutschen Verbindungsoffiziers, Korvettenkapitän Hans-Rudolf Rösing, zugeordnet. Anschließend wurde er Ausbilder und Lehrer für Taktik bei der 25. U-Bootflottille.
Als Poel im Sommer 1942 das Kommando über U 413 übernahm, war dies sein erster Fronteinsatz nach langer Zeit. Am 1. Februar 1943 wurde Gustav Poel zum Kapitänleutnant befördert. Zwei Monate später erhielt er das Ritterkreuz des Eisernen Kreuzes. 1944 wurde Gustav Poel Kompaniechef in der Marineschule in Glücksburg und erlebte das Kriegsende schließlich im Stab der Admiralität der Unterseeboote.
20. April 1944 – 20. August 1944 Dietrich Sachse
Dietrich Sachse wurde am 22. August 1917 in Gipstal geboren und trat im September 1939 als Seekadett in die Kriegsmarine ein. Bis zum Sommer 1942 diente er als Offizier in der 27. U-Flottille, einer in Gotenhafen stationierten Ausbildungsflottille, in der auch italienische U-Boot-Fahrer ausgebildet wurden. Im Anschluss an die Baubelehrung wurde Dietrich Sachse im Juni 1942 Erster Wachoffizier auf U 413. Seinen Kommandantenlehrgang absolvierte er im Sommer 1943 in der 24. U-Flottille und führte anschließend, bevor er Kommandant von U 413 wurde, vom 15. September 1943 bis 1. Dezember 1943 U 1162 und vom 2. Dezember 1943 bis 17. März 1944 U 28.

## Geschichte
Von Juni bis Oktober 1942 war U 413 als Ausbildungsboot der 8. U-Flottille zugeteilt, einer Ausbildungsflottille, die ab Februar 1942 in Danzig stationiert war. Ab dem 1. November 1942 bis zu seiner Versenkung im August 1944 gehörte U 413 zur 1. U-Flottille, die ihren Stützpunkt im Atlantikhafen Brest hatte.

### GeleitzugMK 1

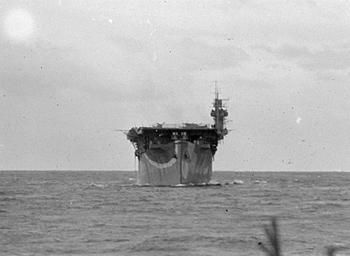
HMS Dasher geleitete MK 1

Ende Oktober 1942 hatte Gustav Poel mit U 413 Kiel verlassen und nach einem kurzen Aufenthalt in Marviken zur Mitte des Monats November den Nordatlantik erreicht. Am 14. November entdeckte er den nordwärts fahrenden Geleitzug MK 1, der aus unter anderem aus Truppentransportern bestand, die von einem Einsatz in Afrika zurückkehrten und durch einen starken Geleitschutz gedeckt wurden. Hierzu gehörten die, neu für die Royal Navy in Dienst gestellten Geleitträger HMS Biter und Dasher. Gegen 8:44 Uhr morgens torpedierte U 413 einen der Truppentransporter aus dem britischen Geleitzug, dabei kamen 114 britische Soldaten ums Leben.
- 14. November 1942 britischer Truppentransporter Warwick Castle, 20.107 BRT mit Torpedo versenkt (Lage)

Am 19. November entdeckte ein leichter Bomber das aufgetaucht fahrende Boot. Kommandant Poel ließ sofort Alarmtauchen, doch die Detonation der Wasserbomben, die die Hudson dem abtauchenden Boot hinterherwarf, beschädigten die Sehrohre von U 413. Poehl war gezwungen, seine Feindfahrt abzubrechen, ließ Kurs auf Frankreich setzen und lief am 25. November in Brest, dem Stützpunkt der 1. U-Flottille, ein.

### JaguarundPfeil
Die U-Boot-Führung hatte Ende Januar 1943 zwei U-Boot-Gruppen zusammengestellt, die, auf der Suche nach Geleitzügen die von der amerikanischen Küste in Richtung Großbritannien fuhren, östlich von Neufundland und südöstlich von Grönland patrouillierten. U 413 war der Gruppe Jaguar zugeteilt und entdeckte am 22. Januar einen Nachzügler aus dem Geleitzug SC 117, den Kommandant Poel mit zwei Torpedos versenkte.
- 22. Januar 1943 griechischer Dampfer Mount Mycale, 3.556 BRT mit Torpedo versenkt, 10 Tote, keine Überlebenden (Lage)

Aufgrund von Erfolglosigkeit beim Angriff auf SC 117 und den etwa 500 km nördlich parallel laufenden Geleitzug HX 223, wurde die U-Boot-Gruppe Jaguar am 27. Januar aufgelöst und die meisten der U-Boote zogen sich, teilweise um die Heimfahrt anzutreten, aus dem Seegebiet zurück.
U 413 wurde der neu aufgestellten U-Boot-Gruppe Pfeil zugeteilt, die Anfang Februar den Geleitzug SC 118 nach den Maßgaben der Rudeltaktik angriff. U 413 entdeckte erneut einen Nachzügler aus diesem Konvoi.
- 5. Februar 1943 US-amerikanischer Dampfer West Portal, 5.376 BRT mit Torpedo versenkt

Zwei Wochen später lief U 413 wieder in Brest ein.

### GeleitzugON 178
Am 29. März brach U 413 von Brest aus zu seiner dritten Unternehmung auf. Am 21. April meldeten U 706 und U 415 den Geleitzug ON 178, der sich auf dem Weg von Liverpool nach Nordamerika befand.  U 415 versenkte einen britischen Frachter und beschädigte einen weiteren. Dieser wurde einige Stunden später von U 413 entdeckt und versenkt.
- 21. April britischer Dampfer Wanstead, 5.486 BRT mit Torpedo versenkt, 2 Tote, 48 Überlebende

Die U-Boot-Führung brach den ungeplanten Angriff auf ON 178 ab und wies die Boote an, sich an einem besser koordinierten Angriff auf einen anderen Geleitzug zu beteiligen. U 413 erzielte auf dieser Unternehmung keine weiteren Versenkungen, und kehrte am 13. Juni nach Brest zurück.

### Neue Waffen
Im sogenannten „schwarzen Mai“ des Jahres 1943 wurden 43 deutsche U-Boote versenkt. Dies verdeutlichte, dass die U-Boote der Kriegsmarine überholt und ihre Taktik angesichts der Entwicklungen auf alliierter Seite, insbesondere bei der Radarforschung und in der Waffenentwicklung, wirkungslos geworden war.  Bis zum  Einsatz der erhofften, neuartigen Elektroboote, versuchte Karl Dönitz,  neuer  Oberbefehlshaber der Kriegsmarine, die Defensivkraft der vorhandenen Boote zu stärken. Hierfür wurden diverse Erweiterungen und Modifikationen erprobt, wie stärkere Bewaffnung, der Naxos Radarempfänger und experimentelle Beschichtungen der Außenhülle, die Radarortung unmöglich machen sollten. Auch U 413 wurde zur Erprobung mit einem neuartigen  Grenzwellenempfänger ausgestattet, der das 100-200-Meter-Band beobachten sollte. Gustav Poel brach die Unternehmung allerdings nach wenigen Tagen ab, und U 413 kehrte am 18. September, nach nur zwei Wochen auf See, nach Brest zurück.

### Weitere Versenkungen

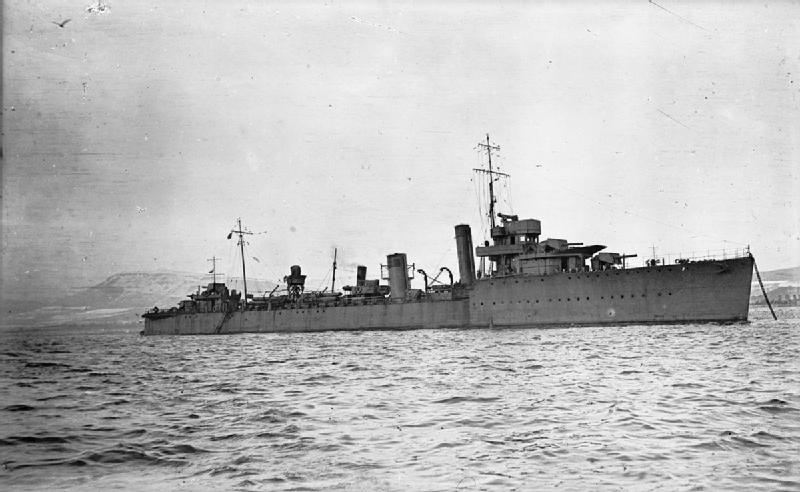
HMS Warwick, von U 413 versenkt

- Der britische Zerstörer Warwick, 96 Tote, 366 Überlebende (Lage), der von U 413 am 20. Februar 1943 versenkt wurde.

Unter dem Kommandanten Dietrich Sachse versenkte U 413:
- Am Morgen des 19. August den britischen Dampfer Saint Enogat, 4 Tote, 37 Überlebende (Lage) mit 2360 BRT.

### Operation Overlord
Sobald sich die Anzeichen verdichteten, dass eine Invasion der französischen Atlantikküste durch die Alliierten bevorstand, wurden die Unsicherheiten auf Seiten der Deutschen U-Bootführung größer, die zudem zunehmend widersprüchlich agierte. U 413 gehörte zu den U-Booten, die zum Angriff auf die Invasionsflotte der Alliierten am 6. Juni aus Brest ausliefen. Aufgabenstellung für die Boote war, eine offensive Stellung zwischen Land’s End und Plymouth einzunehmen. Es handelte sich insgesamt um acht Boote, von denen keines mit einem sogenannten Schnorchel ausgestattet war, der einen längeren Unterwasseraufenthalt ermöglichte, was in einem derart durch gegnerische Luftstreitkräfte abgesicherten Seegebiet für eine erfolgreiche U-Bootunternehmung unabdingbar war. Den an der Atlantikküste stationierten deutschen Booten, die über Schnorchel verfügten, wurde stattdessen befohlen, eine küstennahe Defensivstellung einzunehmen. Die Brester Boote versuchten zunächst, die Luftsicherung der alliierten Invasionsflotte mit Bordartillerie zu bekämpfen, dabei geriet U 413 in den Detonationsradius mehrerer Wasserbomben und wurde manövrierunfähig. Nach Rückkehr in den Stützpunkt wurde das Boot im Verlauf der Reparaturmaßnahmen mit einem Schnorchel ausgestattet.

## Versenkung
Die Jagd auf U 413 begann am Morgen des 20. Augusts 1944. Bereits am Vorabend war das Boot von britischen Jägern im Anschluss an die Versenkung des Dampfers Saint Enogat entdeckt und beschädigt worden, konnte aber im Verlauf der Nacht entkommen. Die weitere Verfolgung begann, als der Zerstörer Forester am nächsten Morgen Asdic-Ortung von U 413 bekam. Das britische Schiff rief drei weitere Zerstörer – Vidette, Melbreak und Wensleydale – zur Unterstützung herbei. Am frühen Morgen war das Horchgerät von U 413 ausgefallen, daher entdeckte Kommandant Sachse seine Gegner erst, als sie praktisch schon über dem Boot waren. In einer Tiefe von 30 Metern mit 4 Knoten dahinlaufend wurde U 413 durch den Wasserbombenangriff der Vidette und der Wensleydale nachhaltig beschädigt und sank in 60 Metern Tiefe auf Grund (Lage). Der Leitende Ingenieur, Oberleutnant zur See Karl-Hubert Hütterer, konnte sich retten, indem er durch das vordere Torpedoluk ausstieg und sich an die Wasseroberfläche treiben ließ. Er wurde von einem Beiboot der Wensleydale aus der See gerettet und kam so in britische Kriegsgefangenschaft. Im Bericht des L.I. Hütterer weicht die Angriffszeit interessanterweise um drei Stunden vom offiziellen Bericht der britischen Admiralität ab. 45 U-Boot-Fahrer kamen bei der Versenkung von U 413 ums Leben.